# Denis Kolodin
Denis Alekseevič Kolodin (in russo Денис Алексеевич Колодин?; Kamyšin, 11 gennaio 1982) è un ex calciatore russo, di ruolo difensore.

## Carriera

### Club
Dopo aver cominciato come attaccante, ha ricoperto il ruolo di centrocampista e infine quello di difensore. Debuttò in Prem'er-Liga nel 2002 con la maglia dell'Uralan Ėlista. Nel 2004 passò al Kryl'ja Sovetov Samara ed aiutò la squadra a raggiungere uno storico terzo posto finale, sempre nella stessa stagione.
Al termine della stagione 2005 lasciò il Kryl'ja per la Dinamo Mosca e nel 2007 risultò il migliore marcatore della squadra con nove reti, di cui sette segnate dal dischetto (primato stagionale di gol su calcio di rigore nel campionato russo).
Il 9 luglio 2013 all'età di 31 anni diventa ufficialmente un giocatore del Futbol'nyj Klub Volga Nižnij Novgorod.

### Nazionale
Con la Russia giocò la sua prima partita nel 2004 in occasione dell'amichevole di Mosca contro la Lituania, vinta con il punteggio di 4-3. È stato convocato dal commissario tecnico Guus Hiddink per disputare il campionato d'Europa 2008, dove ha saltato per squalifica la semifinale contro la Spagna, partita persa per 3-0 dai russi, che pertanto sono stati eliminati dalla competizione.
Si è contraddistinto per una serie di tiri micidiali nella potenza e nella tecnica.